# Falck A/S

Falck-Logo an dänischem Falck-Feuerwehrhaus

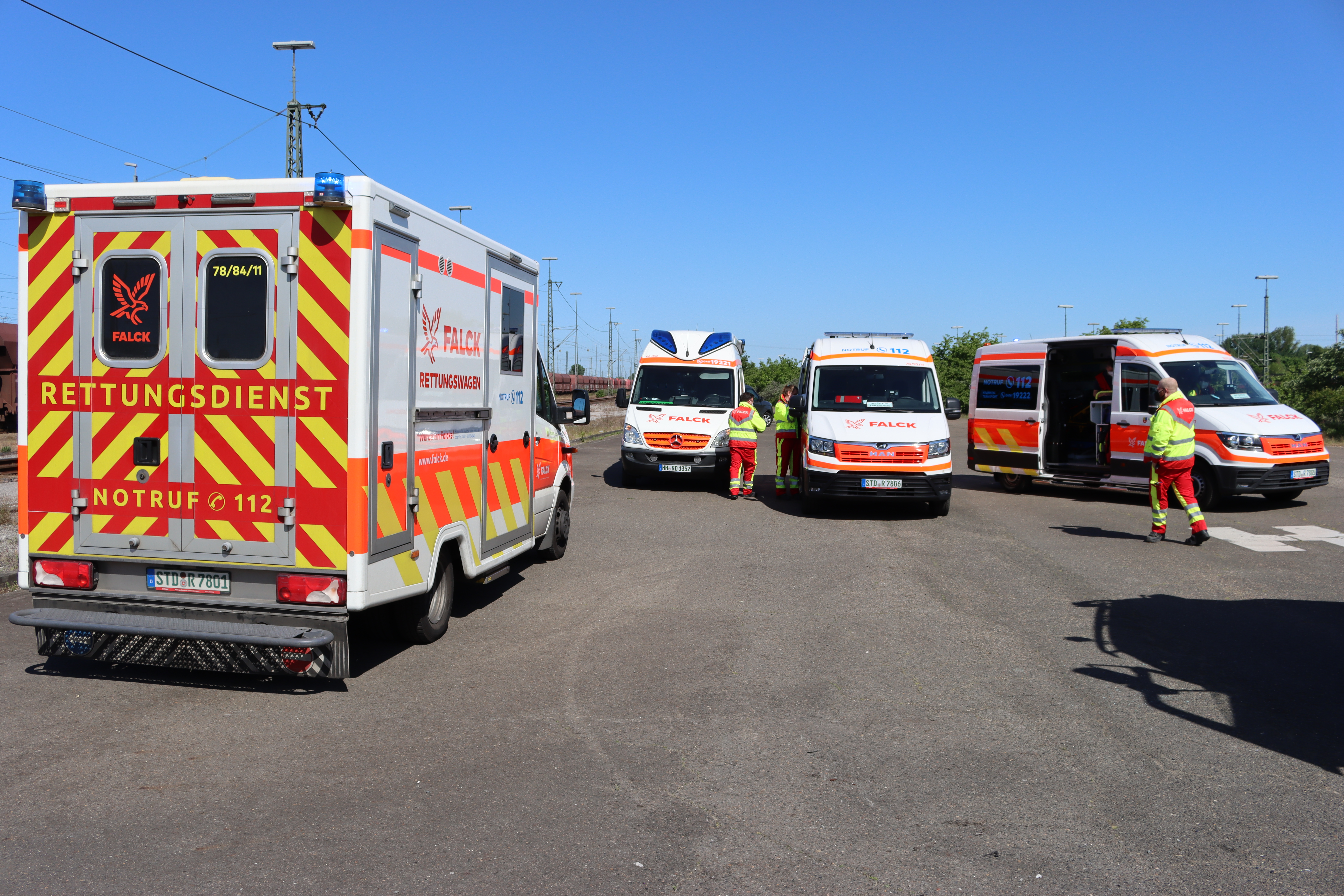
Einsatzfahrzeuge von Falck

Falck A/S ist ein privates Unternehmen, das im Auftrag von Kommunen oder Unternehmen u. a. die Aufgaben der Feuerwehr und des Rettungsdienstes übernimmt (in zwei Dritteln der Gemeinden in Dänemark). Die Aktiengesellschaft dänischen Rechts hat ihren Sitz in Kopenhagen und war von 1995 bis 2005 an der Kopenhagener Börse notiert.

## Geschichte
Falcks Redningskorps („Falcks Rettungsdienst“) wurde im Jahr 1906 vom Dänen Sophus Falck (1864–1926) gegründet, der 1884 selbst bei den Löscharbeiten des Großbrands auf Schloss Christiansborg mitgeholfen hat. 1907 stationierte die Firma den ersten Rettungswagen in Skandinavien. Ein Jahr später baute Falck eine Klinik in Kopenhagen auf. Die Expansion außerhalb der Stadtgrenzen von Kopenhagen erfolgte 1919 mit einem Standort in Odense.
Im Jahr 1922 wurden Feuerwehrdienste erstmals von der Firma angeboten. 1947 kam die Flugrettung, 1963 der dänische Hauptmitbewerber zum Unternehmen dazu. 1988 wurde das Unternehmen von der Familie Falck an die Baltica-Versicherung verkauft. Im März 2024 hielten folgende Körperschaften Aktienanteile am Falk-Unternehmen: Lundbeckfonden (58 %), Kirkbi (28 %) und, Tryghedsgruppen (14 %).
Das Unternehmen steht für ca. 60 % der Brandbekämpfung in Dänemark und ist damit der größte Akteur auf dem Gebiet der Brandbekämpfung. Heutzutage ist das Unternehmen auf zwei Hauptgeschäftsfeldern tätig: Zum einen im Bereich „Emergency“ (Rettung von Verletzten, Brandbekämpfung etc.), zum anderen im Bereich „Assistance & Security“ (z. B. Pannendienst, Werttransport oder die medizinische Versorgung von Senioren). Falck hat weltweit insgesamt mehrere zehntausend Beschäftigte in 31 Ländern.

## Anteilseigner
Im Jahr 2011 hat der Finanzinvestor Nordic Capital seine Anteile an Falck verkauft. Mit dem Stand vom August 2021 sind die aktuellen Anteilseigner die Lundbeck-Stiftung (57,77 %), die Investmentfirma Kirkbi von Kjeld Kirk Kristiansen (27,92 %) und die TryghedsGruppen (14,00 %).

## Geschäftsbereiche
- Pannenhilfe
- Notfallhilfe (Notfallrettung, Feuerwehr und Krankentransport)
- Gesundheitsvorsorge
- Ausbildung

## Standorte
Falck ist in 15 Ländern aktiv und hat vor Ort mehr als 4.000 Rettungs- und Krankentransportwagen im Einsatz.

### Dänemark
In Dänemark wickelt das Unternehmen etwa 12.000 Löscheinsätze und 85 % der Rettungsdiensteinsätze jährlich ab.

### Deutschland

#### Falck Rettungsdienst GmbH

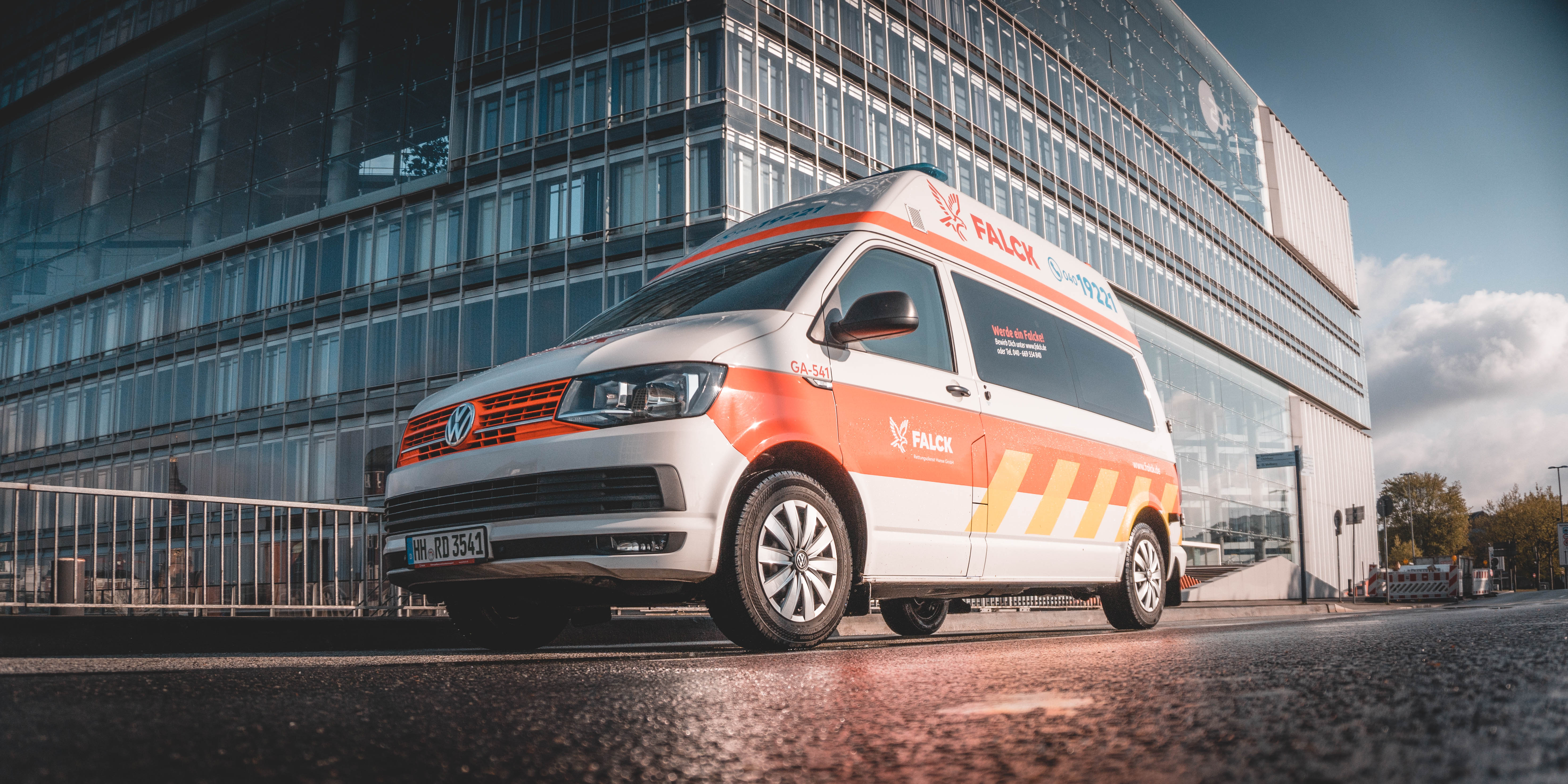
Falck Krankentransportwagen in Hamburg

Seit 2010 ist die Falck Rettungsdienst GmbH mit Sitz in Hamburg im deutschen Rettungsdienst tätig. Im Jahr 2011 erwarb das Unternehmen die Kranken-Transport Herzig GmbH in Hamm. Im Auftrag des Landkreises Potsdam-Mittelmark betreibt Falck dort acht Rettungswachen mit mehr als 160 Mitarbeitern.
Durch die erfolgreiche Teilnahme an zahlreichen Ausschreibungen konnte die Falck Rettungsdienst GmbH innerhalb kurzer Zeit mehrere Standorte gewinnen. Falck ist unter anderem in folgenden Städten im öffentlichen Rettungsdienst vertreten: Cuxhaven, Dortmund, Duisburg, Düsseldorf, Flensburg, Gelsenkirchen, Hattingen, Herne, Hildesheim, Köln, Leipzig, Rhein-Sieg-Kreis, Sarstedt, Werder und Ziesar.
Seit August 2013 gehört die G.A.R.D. Gemeinnützige Ambulanz und Rettungsdienst GmbH mit diversen Tochterunternehmen wie promedica Rettungsdienst GmbH zur Falck-Gruppe. Damit ist Falck das mit Abstand größte private Rettungsdienstunternehmen in Deutschland.
Rund 2.500 Mitarbeiter mit 470 Fahrzeugen an über 60 Standorten leisten weit mehr als 500.000 Einsätze pro Jahr. Falck ist in den acht Bundesländern Brandenburg, Hamburg, Hessen, Niedersachsen, Nordrhein-Westfalen, Sachsen und Schleswig-Holstein aktiv.

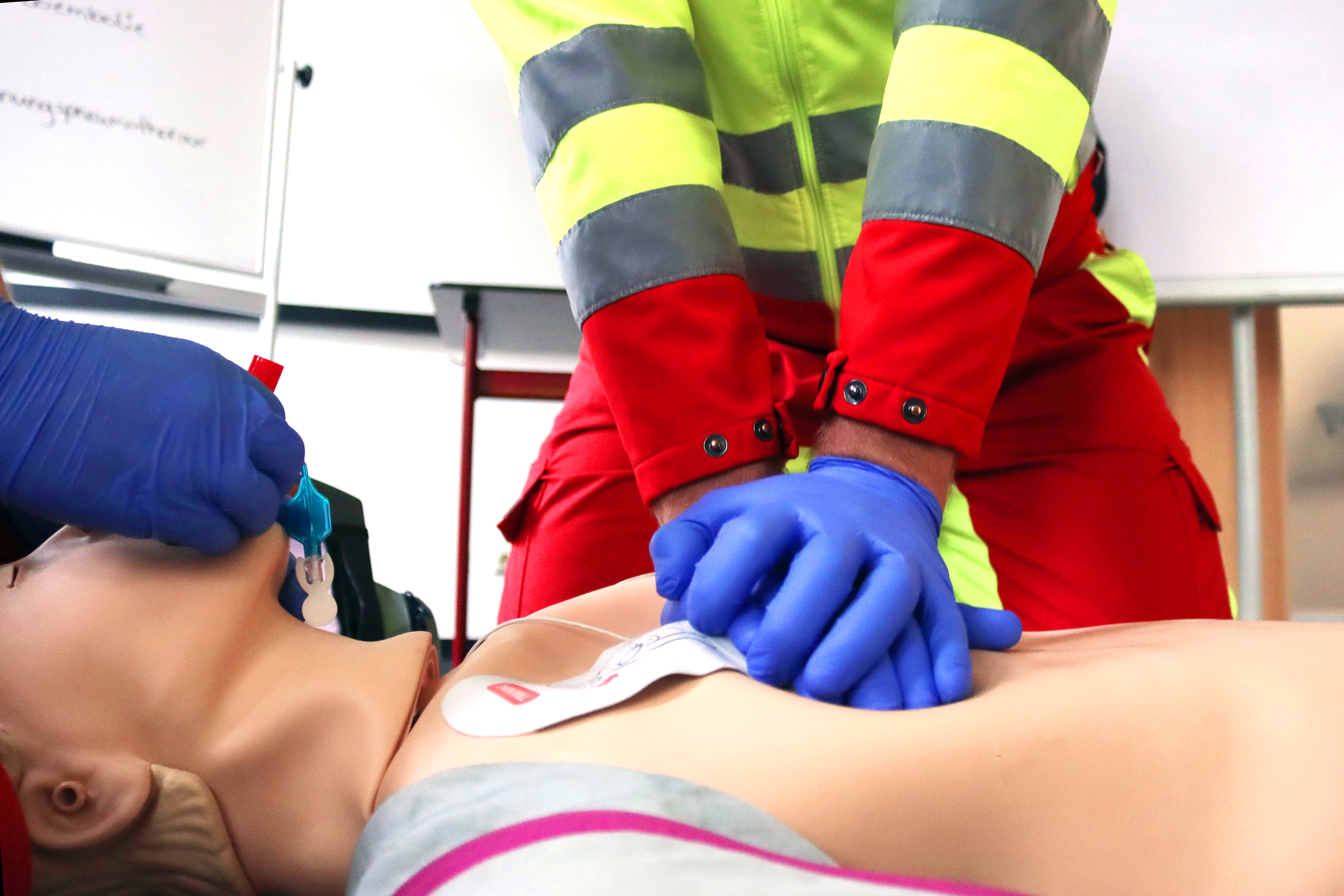
Falck Akademie

Geschäftsführer ist Thilo Heinrich.

#### Falck Akademie in Hamburg
Die Falck Akademie in Hamburg ist ein Ausbildungszentrum der Falck Rettungsdienst GmbH, das seit 2010 Rettungskräfte ausbildet. Die Akademie bietet eine umfassende Ausbildung für Rettungssanitäter und Notfallsanitäter an.
Seit 2010 bildet die Falck Akademie Rettungssanitäter aus. Diese Ausbildung umfasst theoretische und praktische Module und dauert in der Regel drei Monate. Die Ausbildung schließt mit einer staatlichen Prüfung ab.
Im Jahr 2014 wurde das Ausbildungsangebot um die Ausbildung zum Notfallsanitäter erweitert. Diese dreijährige Ausbildung umfasst eine umfassende theoretische und praktische Ausbildung und bereitet die Teilnehmer auf die Arbeit im Rettungsdienst vor.

##### Weitere Tätigkeiten der Akademie
Neben der Ausbildung von Rettungssanitätern und Notfallsanitätern bietet die Falck Akademie Fort- und Weiterbildungen für Rettungskräfte an. Dazu gehören:
Fort- und Weiterbildungen: Regelmäßige Fortbildungen für Rettungskräfte.
Spezialkurse: Schulungen zu speziellen Themen wie Traumaversorgung und Herz-Lungen-Wiederbelebung (HLW).
Erste-Hilfe-Kurse: Kurse für Laien und Unternehmen zur Vermittlung von Erste-Hilfe-Kenntnissen.
Simulationstraining: Simulationen von Notfallsituationen zur Schulung praktischer Fähigkeiten.
Die Falck Akademie arbeitet mit Krankenhäusern, Feuerwehren und anderen Rettungsdiensten zusammen, um eine praxisnahe Ausbildung zu gewährleisten.

#### Falck Fire Services DE GmbH
Die Falck Fire Services DE GmbH mit Sitz in Hamburg ist der führende internationale Anbieter industrieller Feuerwehrdienste und seit 2013 in Deutschland tätig. Das größte private Brandschutzunternehmen der Welt bietet ein vielfältiges Angebot von Feuerwehrdienstleistungen an, einschließlich Feuerwehr-Management, Brand-/Unfallverhütung und Wartung sowie Brandschutzberatung und -schulung. In Deutschland ist Falck Fire Services für Kunden in allen Industriezweigen tätig, u. a. für Flughäfen und Einrichtungen in Hochrisikoindustrien, wie z. B. in der Petrochemie, in Kernkraftwerken und in der Automobilindustrie.

### Österreich
Das Unternehmen hat bei der Ausschreibung des Rettungsdienstes in Tirol 2009 jährliche Betriebskosten in Höhe von 43 Millionen Euro geboten. Die Bietergemeinschaft der öffentlichen Hilfsorganisationen hat 27,5 Millionen Euro geboten, den Zuschlag erhalten und den Betrieb zum 1. Juli 2011 aufgenommen. Bereits im Januar 2012 zeichnete sich ab, dass weitere Gelder zum Betrieb notwendig sind. Die Bietergemeinschaft hat Notzuschüsse in Höhe von 4,5 Millionen Euro erhalten. Wirtschaftsprüfer errechneten im Auftrag des Landes Mehrkosten in Höhe von 6 Millionen Euro. Für den Fall der Subventionierung hat Falck eine Klage angekündigt. Im Jahr 2013 hatte allerdings der Unabhängige Verwaltungssenat eine Klage von Falck mit der Begründung, dass er die Ausschreibung gleich anfechten hätte müssen, abgewiesen.

### Spanien
Seit 2007 ist Spanien der Sitz der International Fire Services, die die Feuerwehrdienstleistungen Falcks außerhalb Dänemarks steuert.